# Jean-Alphonse Gilardin
Jean-Alphonse Gilardin, né le 17 mai 1805 à Turnhout (actuellement en Belgique), et mort à Saint-Jean-le-Vieux le 9 novembre 1875, est un magistrat français.

## Biographie
D'abord avocat à la cour d'appel de Lyon, il est nommé substitut du procureur général en 1836 par Paul Jean Pierre Sauzet. Il devient procureur général à Alger en 1845 puis à Montpellier et revient à Lyon. Nommé premier président de la cour d'appel de Lyon jusqu'en 1869, il devient premier président de la cour d'appel de Paris, succédant à Adrien Marie Devienne.

## Distinction
Jean-Alphonse Gilardin est fait grand officier de la Légion d'honneur le 12 août 1864.